# (474071) 2016 JQ22
(474071) 2016 JQ22 es un asteroide perteneciente al cinturón de asteroides, descubierto el 22 de agosto de 2004 por el equipo del Spacewatch desde el Observatorio Nacional de Kitt Peak, Arizona, Estados Unidos.

## Designación y nombre
Designado provisionalmente como 2016 JQ22.

## Características orbitales
2016 JQ22 está situado a una distancia media del Sol de 2,601 ua, pudiendo alejarse hasta 3,005 ua y acercarse hasta 2,197 ua. Su excentricidad es 0,155 y la inclinación orbital 1,761 grados. Emplea 1532 días en completar una órbita alrededor del Sol.

## Características físicas
La magnitud absoluta de 2016 JQ22 es 17,6.